# Tryfiliusz
Tryfiliusz – imię męskie pochodzenia greckiego, gr. Triphyllios, wywodzące się od imienia króla Arkadii, Triphylosa. Patronem tego imienia jest św. Tryfiliusz, biskup Leukozji (Nikozji).
Tryfiliusz imieniny obchodzi 13 czerwca.